# Контрибуция (фильм)
«Контрибуция» — российский фильм режиссёра Сергея Снежкина. Снят по мотивам одноимённой повести Леонида Юзефовича, написанной к 70-летнему юбилею Октябрьской социалистической революции для журнала «Юность». Содержание, сама фабула и круг действующих лиц повести в сценарии были подвергнуты серьёзным изменениям.
Фильм вышел в прокат 17 марта 2016 года продолжительностью 1 час 40 минут. Режиссёрская версия фильма (2 часа 42 минуты) демонстрировалась в определённых кинозалах, а показ полной версии на «Первом канале» первоначально был отложен на осень 2016 года, однако в итоге состоялся 5 ноября 2018 года. Выход кинокартины сопровождался конфликтом между режиссёром и продюсером, в результате чего Сергей Снежкин и Леонид Юзефович потребовали убрать их фамилии из титров.

## Сюжет
Действие фильма разворачивается в Перми 25—26 декабря 1918 года.
Среднесибирский корпус Екатеринбургской группы Сибирской армии под командованием молодого 27-летнего генерала Анатолия Пепеляева освобождает город от красных. Корпус измотан, не хватает боеприпасов, обмундирования, провианта, фуража, топлива. Генерал, прекрасно понимающий, что реквизировать необходимое у простых обывателей — означает расписаться в том, что герои-освободители ничем не отличаются от ненавистных Советов, приказывает собрать в своём штабе пермских купцов. Он рассчитывает раздобыть у них — если потребуется, силой — деньги и ценности для оплаты военных закупок.
Богатейшие люди города, вызывая у генерала гнев, смешанный с брезгливостью, категорически отказываются передать на нужды долгожданных освободителей деньги или золото — «нету, всё забрали проклятые большевики». Правда, взамен они активно предлагают разнообразное имущество, от вагонов с углём до пароходов — но оно, как выясняется, в большинстве случаев тоже было реквизировано красными и теперь так или иначе достанется Белой армии в качестве трофеев.
Только богатая вдова первогильдейского купца Чагина рождественским вечером 25 декабря приносит генералу в качестве контрибуции немыслимо дорогой бриллиант. Но на следующее утро этот ювелирный шедевр таинственным образом исчезает из футляра буквально на глазах генерала, его офицеров и повторно согнанных в помещение штаба корпуса купцов.
Генерал Пепеляев вынужден поручить ведение следствия единственному специалисту по уголовному сыску, который имеется в его распоряжении — приговорённому к расстрелу бывшему начальнику пермской рабоче-крестьянской милиции Андрею Мурзину, своему однокашнику по кадетскому корпусу. Он обещает красному следователю помилование и освобождение в обмен на разоблачение вора и обнаружение пропавшей драгоценности.

## В ролях
- Максим Матвеев — генерал-майор Анатолий Пепеляев
- Илья Носков — Андрей Павлович Мурзин, следователь
- Надежда Толубеева — Верочка Казанкова, бывшая невеста Пепеляева, ныне жена Мурзина
- Елизавета Боярская — Екатерина Васильевна Чагина, богатая вдова
- Евгений Дятлов — Кузьма Прокопьевич Насонов, заводчик
- Константин Воробьёв — Мстислав Георгиевич Каменский, владелец пароходной компании
- Артур Ваха — Леонард Варфоломеевич Калмыков, промышленник
- Юрий Ицков — Грибушин, купец 1-й гильдии
- Игорь Черневич — Арон Шлёмович Зильберштейн, банкир
- Сергей Перегудов — капитан Шамардин
- Андрей Гульнев — Константинов, ювелир
- Григорий Чабан — Гнеточкин, сумасшедший
- Андрей Полищук — штаб-ротмистр Плешаков, начальник контрразведки корпуса
- Александр Шпынёв — адъютант Пепеляева
- Сергей Гамов — полковник Карпуша, начальник тыла
- Василий Щипицын — Устин, денщик Пепеляева
- Сергей Кудрявцев — Самойлов
- Андрей Терентьев — Жевченко

## Съёмочная группа
- Автор сценария и режиссёр — Сергей Снежкин
- Оператор — Сергей Мачильский
- Художники — Владимир Южаков, Инесса Снежкина
- Продюсеры — Эдуард Пичугин, Ольга Аграфенина

## Съёмки
Съёмки фильма проходили с января по март 2015 года на киностудии «Ленфильм» в Кронштадте и в пятом павильоне, где были выстроены декорации резиденции губернатора города.
В съёмке фильма в массовке в роли солдат Сибирской армии принимал участие матросский хор «Балтийский ветер» 907-го учебного центра ВМФ (бывший УКОПП).

## Награды
- 2016 — «Золотая ладья» — 1-е место в программе «Выборгский счёт» XXIV кинофестиваля «Окно в Европу» в Выборге[7].
- 2016 — приз за лучший актёрский ансамбль на XXIII фестивале актёров кино «Созвездие»[8].
- 2016 — приз «Лучшая мужская роль» актёру Илье Носкову на X кинофестивале исторических фильмов «Вече»[9]

## Критика
Фильм вызвал у кинокритиков и журналистов противоречивые оценки. 
Журналист Игорь Шнуренко считает, что картина сильно драматизирована в сравнении с повестью Леонида Юзефовича, но «создателям фильма удалось передать средствами кино главные качества прозы Юзефовича — поэтичность, полифоничность, обращение сразу к нескольким уровням восприятия. Такое красивое, ручной работы кино могло быть сделано только в Петербурге. Тонкая, интеллигентная режиссура Сергея Снежкина, ажурная работа оператора Сергея Мачильского, костюмы и декорации, которые просятся из съёмочного павильона сразу на выставку в Русский музей».
Кинокритик Михаил Трофименков проводит параллель между вышедшими почти одновременно «Омерзительной восьмёркой» Тарантино и «Контрибуцией». В обоих фильмах криминальный сюжет разыгрывается в декорациях гражданской войны, а герои — пленники замкнутого пространства. Но «помимо крупных, но случайных совпадений, есть и фундаментальное сходство. Тарантино вливает свежую кровь в вены голливудской классической традиции. Снежкин — в вены „ленинградской школы“». Отмечается безупречная работа «ленфильмовских» мастеров, создавших кино, которое хочется «пощупать руками», и отменные работы актёров. Особо выделяется работа Елизаветы Боярской и «стервозный хор купцов» в исполнении Евгения Дятлова, Константина Воробьёва, Артура Вахи, Юрия Ицкова и Игоря Черневича.
По мнению кинокритика, режиссёр «Снежкин — первый, кто за четверть века говорит о гражданской войне всерьез, наперекор пошлым стереотипам борьбы „белых ангелов с красными демонами“».
Кинокритик Татьяна Москвина считает, что кино у Снежкина «вышло — живое, бойкое, заразительное», но от первоисточника, книги Юзефовича, историка с абсолютно трагическим мироощущением, в фильме осталось немногое. По мнению Москвиной, «добротная матчасть» (мебель, одежда, посуда и прочие атрибуты) «приходит в некоторое противоречие с основной интригой картины. Она искусственна и фантастична». Кинокритик отмечает «живой горячий стержень» картины, удачу ролей второго и третьего плана, выделяя «банду бессовестных торгашей» в исполнении лучших петербургских артистов среднего возраста.
Кинокритик Наталия Курчатова отмечает, что от фильма открестился автор литературной основы писатель Леонид Юзефович, а с титров прокатной укороченной версии картины снял своё имя режиссёр Сергей Снежкин. Характеризуя фильм в целом, Н. Курчатова замечает, что «на картине лежит налет такой густой провинциальности, который не перебить даже присутствием общепризнанных национальных звёзд вроде Елизаветы Боярской или её супруга Максима Матвеева».